# Ярош Ярослав Євстахійович
Яросла́в Євста́хійович Я́рош  (*3 серпня 1950, Королівка (Коломийський район) — 31 травня, 2019, Івано-Франківськ) — український поет, письменник, композитор і сценарист. Член Спілки письменників України з 1979 року. Заступник голови Івано-Франківської організації Спілки письменників України, голова ради Клубу творчої інтелігенції Прикарпаття.

## Біографічні відомості
Народився 3 серпня 1950 року в селі Королівка Коломийського району на Івано-Франківщині.
Жив й працював в Івано-Франківську. Був кореспондентом журналу «Україна» (Київ) по Прикарпаттю.
Випускник Коломийських шкіл — восьмирічної № 3 та середньої № 2.
Закінчив факультет журналістики Львівського університету імені І. Я. Франка (1973).
Працював у редакціях Тлумацької і Городенківської районних, Івано-Франківської обласної молодіжної газет. Був учасником VI Всесоюзної наради молодих письменників у Москві, Всесоюзного фестивалю молодих поетів у Полтаві, кількох семінарів з драматургії — в Піцунді (Абхазія), Києві, Севастополі, Ірпені.
Помер 31 травня 2019 року.

## Літературна творчість
Ярош — автор драми-хроніки «Горно пекельне (Степан Руданський)», п'єсу в листах і новелах «Біла лілія (Василь Стефаник та Ольга Кобилянська)», трагедію «Репресії», історичну драму у віршах «Топір помсти (Олекса Довбуш)», ліричну драму «Горда княгиня (Іван Франко та Юзефа Дзвонковська)», діалоги «Жіноцтво (Симпатії Івана Франка)», епістолярну драму «Дорогий хтосічок (Леся Українка і Ольга Кобилянська)», повість «Листи до мами» (про В. Стефаника), кілька п'єс-інсценізацій, зокрема, за творами М. Коцюбинського «Тіні забутих предків», «Утікачі» («Дорогою ціною»), І. Франка «На дні», «Не спитавши броду», «Лис Микита й Вовк Неситий», «Синій фарбований Лис», А. Головка «Серце болить від неправди» («Бур'ян»), Ганса Христіана Андерсена «Співцю потрібна воля» («Соловей»), кіносценарій художнього фільму «Ходить Довбуш…».
СценаристПершим в Україні (у січні 1989 року) вивів на сцени Івано-Франківська, Коломиї, сіл краю обрядове новорічне рядження «Меланку». Започаткував у прикарпатській журналістиці одночасно з випуском газет, брошуровані видання художньо-публіцистичих додатків. Автор сценаріїв та режисер-постановник сценічних композицій «Між терням 5 квітом» (1990), «Орли. Карпатські месники. Опришки», «Ареште. Репресії. Розстріли» (1995), «На крилах Лесиних пісень» (1996), інших.
Вірші і музикаСтворив як композитор понад 20 пісень на вірші свої та інших поетів (збірка «Тайстра», 1993). На поезії Ярослава Яроша композитори написали більше 30 пісень.
Як редактор-упорядник видав збірник «Надсяння» (1992) та антологію українсько-польської поезії десятьох авторів «На спустілому полі — Oscre kamienie (Гостре каміння)» (1993).

## Переклади
Окремі вірші Ярослава Яроша перекладено білоруською, абхазькою, башкирською, молдавською, узбецькою, румунською, польською мовами.
Переклади Я. Яроша вміщено в українських збірках Василя Федорова, Людмили Татьянічевої, Андрія Вознесенського, Сергія Вікулова, Генадзя Буравкіна, Лівіу Даміана, Сагінгалі Сеїтова, Серафима Попова тощо.

## Збірки
Ярослав Ярош — автор збірок віршів:
- «Ярінь» (1978)
- «Солов'їна діброва» (1982)
- «Всі сторони світу» (1985)
- «Борозна обрію» (1987)
- «Тернові яри» (1991)
- «Полинові яблуні» (1994)

збірки віршів для дітей:
- «Перепілчина сопілка» (1981)
- «Мурашечка Адель» (1992)
- «Півник на бантині» (1993)
- «Яка сорочка у ріки» (1995)
- в перекладі російською мовою «Десятеє яблоко» (М., 1990)

## Літературні премії
Лауреат премій імені Мирослава Ірчана, імені Михайла Старицького, імені Тараса Мельничука та імені Маркіяна Шашкевича (Канада).